# Ceratagallia longula
Ceratagallia longula är en insektsart som beskrevs av Van Duzee 1894. Ceratagallia longula ingår i släktet Ceratagallia och familjen dvärgstritar. Inga underarter finns listade i Catalogue of Life.